# Pedro de Ulloa

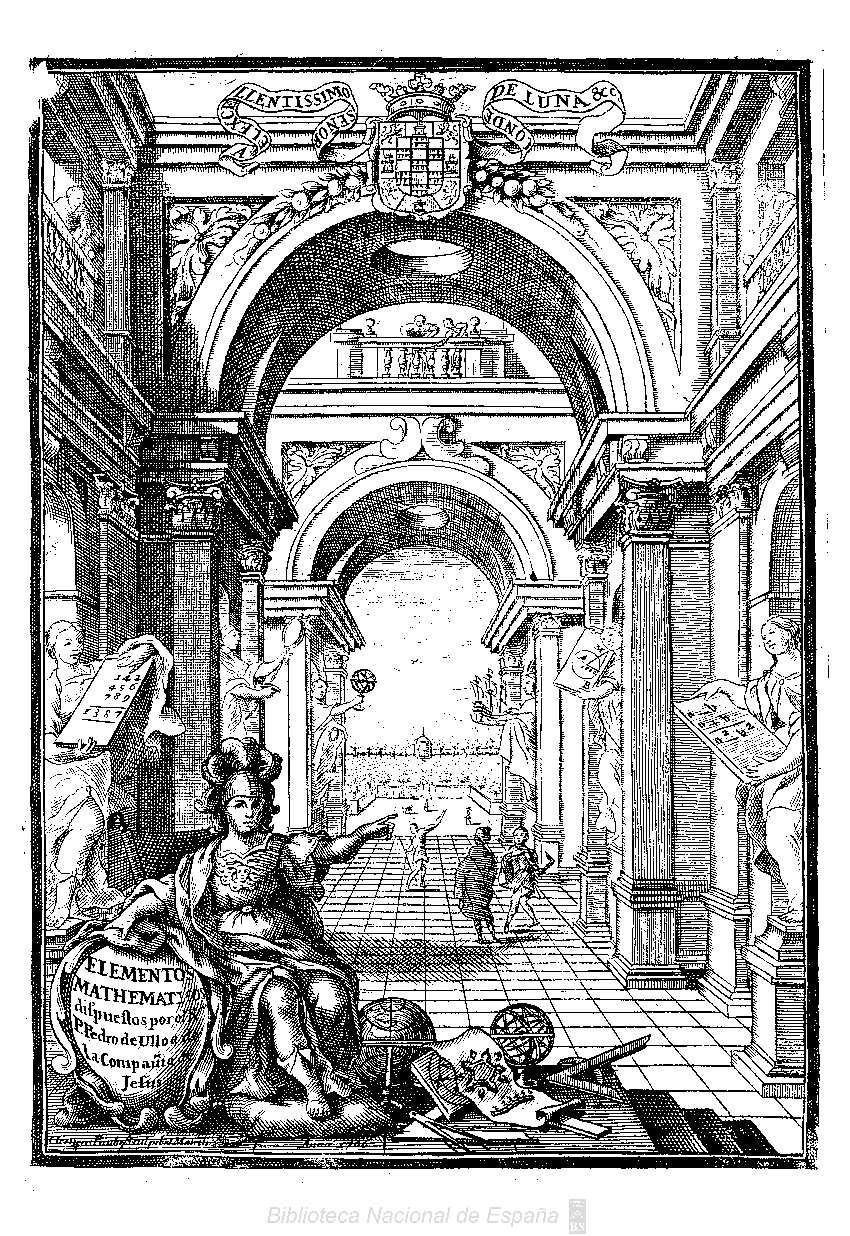
Frontispicio de los Elementos mathematicos de Pedro de Ulloa, Madrid, 1706.Estampa calcográfica de Clemente Puche. Biblioteca Nacional de España.

Pedro de Ulloa (Madrid, 1663-1721) fue un sacerdote jesuita y matemático español. 
Catedrático de matemáticas en el Colegio Imperial de Madrid y cosmógrafo mayor del Supremo Consejo de Indias, cargo para el que fue nombrado el 29 de septiembre de 1715, en 1706 publicó la única obra de matemáticas que se le conoce: los Elementos mathematicos que comprehenden los principios de la arte menor y mayor de la arithmetica, los de los planos y sólidos de la geometría, los esphericos de Theodosio... los principios de la álgebra y su aplicación a la geometría: dispuestos y divididos en dos tomos, donde se ocupaba por primera vez en España, aunque brevemente, de la geometría analítica de Descartes.
Escribió también un tratado de música de carácter teórico más que práctico, titulado Música universal, o principios universales de la música, impreso en Madrid, en la Imprenta de Música por Bernardo Peralta, 1717, en el que se acercaba a la música desde las matemáticas, la retórica y la lógica con cierto espíritu innovador.